# Rhabdocline
Rhabdocline es un género de hongos en la familia Hemiphacidiaceae. El género contiene 3 especies.